# Renaissance Club Athletic Zemamra
El Renaissance Club Athlétic Zemamra, R.C.A. Zemamra o simplemente Zemamra (anteriormente conocido como Club Renaissance Khemis Zemamra) es un club de fútbol profesional marroquí fundado en 1977 como un equipo de fútbol de aficionados. Actualmente milita en la Botola en la temporada 2019-2020 y es vigente campeón de la Botola 2.
Juega sus partidos de local en el Stade Municipal d'Zemamra con capacidad para 2.500 espectadores.

## Historia
Fue fundado en el año 1977 en la ciudad de Zemamra. 

## Jugadores

### Equipo 2025-26
<...>